# Polyptychus baltus
Polyptychus baltus là một loài bướm đêm thuộc họ Sphingidae. Loài này có ở Gabon.